# Niels Oude Kamphuis
Niels Oude Kamphuis (ur. 14 listopada 1977 w Hengelo) – holenderski piłkarz grający na pozycji obrońcy lub pomocnika.
Oude Kamphuis w piłkarskiej karierze grał na pozycji obrońcy, ale równie dobrze spisywał się grając na środku pomocy. Początek jego kariery miał miejsce w FC Twente, gdzie spędził 5 lat i przeniósł się do FC Schalke. Po przygodzie w Gelsenkirchen dołączył do Borussii Mönchengladbach, gdzie grał z numerem 25 na koszulce. Karierę zakończył w Enschede z powodu długotrwałych kontuzji.

## Kariera klubowa

### FC Twente
Już jako nastolatek Oude Kamphuis grał w drużynie Twente. Po raz pierwszy gdy grał w tej drużynie rozegrał 126 meczów i zdobył 7 bramek. 12 lat później wrócił do drużyny i tutaj również zakończył karierę.

### FC Schalke 04
Po raz pierwszy w barwach Schalke Oude Kamphuis pojawił się w sezonie 1999–2000. Podobnie jak w poprzednim klubie, grał tutaj 5 lat i w sumie w 120 meczach zdobył 8 bramek.

### Borussia Mönchengladbach
30 maja 2005 Oude Kamphuis podpisał kontrakt z innym klubem z Bundesligi, Borussią Mönchengladbach. Dołączył do tej drużyny na zasadzie wolnego transferu, co wywołało duże zainteresowanie ze strony mediów jak i fanów. Ci drudzy byli bardzo podekscytowani, gdyż piłkarz był wielkim wzmocnieniem drużyny. „Silny, mający doświadczenie na arenie międzynarodowej. Jestem pewien, że będziemy silniejsi mając go w składzie” – te słowa wypowiedział dyrektor Borussii Peter Pander.

## Reprezentacja
Niels Oude Kamphuis zaledwie raz wystąpił w meczu narodowej reprezentacji – w towarzyskim meczu z Anglią w 2001.